# John Gielgud
Sir Arthur John Gielgud (født 14. april 1904 i South Kensington, Kensington and Chelsea, London, død 21. maj 2000 i Wotton Underwood, Buckinghamshire) var en Oscar-belønnet engelsk skuespiller.
Gielgud, der var søn af en aktiehandler af polsk afstamning, blev uddannet fra Royal Academy of Dramatic Art og spillede allerede fra sin debut i 1921 mange af de klassiske roller, ikke mindst Shakespeare-fortolkninger. Han spillede hovedrollen i Hamlet mere end 600 gange, bl.a. på Kronborg Slot i 1939. Udover Hamlet medvirkede han i opsætninger som Macbeth, Shylock, Richard II, Julius Cæsar, Prospero og Kong Lear. Han blev adlet i 1953.
Udover teater medvirkede John Gielgud i en række film- og tv-produktioner. Bl.a. medvirkede han i Sidney Lumets Mordet i Orient Ekspressen fra 1974